# Dźwięk (muzyka)
Dźwięk muzyczny – dźwięk wytwarzany przez instrument muzyczny (albo głos ludzki). Najczęściej jest to dźwięk o określonej wysokości.
Głównymi cechami dźwięku są:
- Wysokość dźwięku: zależna od wartości częstotliwości (a dokładnie częstotliwości podstawowej) drgań wyrażanej w hercach. Ucho ludzkie jest w stanie słyszeć dźwięki z zakresu od ok. 16 Hz do ok. 20 kHz. Tak szeroki zakres posiadają jedynie duże organy. Zakres wykorzystywany przez typowe dźwięki muzyczne jest zwykle mniejszy. Awangardowa muzyka współczesna i rockowa posługuje się niekiedy dźwiękami o częstotliwościach spoza tego zakresu, zwykle generowanych przez elektroniczne instrumenty muzyczne.
- Czas trwania: zależy od czasu, w jakim instrument produkuje dany dźwięk. Dla wielu instrumentów zależy tylko od grającego; w innych jest ograniczony konstrukcją instrumentu.
- Głośność: zależy od amplitudy drgań powietrza przenoszącego dźwięk.
- Barwa dźwięku: zależy od liczby i częstotliwości składowych harmonicznych dźwięku.

Podstawowym zestawem dźwięków muzycznych jest skala (gama). W tradycyjnej muzyce europejskiej tworzy ją osiem dźwięków, z których ósmy jest powtórzeniem pierwszego w interwale oktawy, tzn. częstotliwość ósmego oddalona jest od częstotliwości pierwszego o odległość oktawy. Ten ósmy dźwięk jest zarazem pierwszym dźwiękiem kolejnej ósemki od którego następny ósmy (piętnasty) znów jest oddalony o oktawę itd. Odległość należy tu rozumieć nie potocznie jako różnicę częstotliwości, lecz jako ich stosunek (iloraz), tzn. częstotliwość każdego kolejnego dźwięku jest ileś razy większa, konkretnie dla odległości oktawy jest 2 razy większa. Dlatego prawidłowym określeniem jest interwał, o odległości można mówić potocznie. Zakres dźwięków tradycyjnie używanych w muzyce podzielony jest na 10 oktaw posiadających swoje nazwy.
Oktawa jest jednym z interwałów, ale słowo to posiada też drugie znaczenie jako zestaw dźwięków danej ósemki, a właściwie siódemki bo ósmy dźwięk jest pierwszym kolejnej oktawy. Każda oktawa zawiera siedem dźwięków diatonicznych, tworzących szereg określany w systemie dur-moll jako gama C-dur. Kolejno są to C, D, E, F, G, A, H (w angielskiej notacji B). Dźwięki posiadają też nazwy solmizacyjne kolejno: do, re, mi, fa, sol, la, si. Kolejne C jest pierwszym dźwiękiem następnej oktawy. Osiem dźwięków występujących w gamie C-dur zwane jest naturalnym szeregiem diatonicznym. Dźwięki te odpowiadają białym klawiszom fortepianu. Podstawowym dźwiękiem każdej oktawy jest dźwięk C. Każde C jest oddalone od poprzedniego o interwał oktawy, tzn. częstotliwości kolejnych dźwięków C są 2 razy większe każda od poprzedniej, czyli są elementami ciągu geometrycznego o ilorazie 2, przy czym najniższemu C odpowiada w przybliżeniu dźwięk o częstotliwości 16 Hz. To samo dotyczy pozostałych dźwięków, np. kolejne D jest wyższe (niższe) od poprzedniego o oktawę i ma 2 razy większą (mniejszą) częstotliwość. O interwałach pomiędzy dźwiękami o różnych nazwach np. C i D patrz niżej.
Każdy interwał wyraża się w jednostkach zwanych półtonami, oktawa zawiera dokładnie 12 półtonów. Definiuje to wartość półtonu jako {\displaystyle {\sqrt[{12}]{2}}\approx 1{,}059463,} bo złożenie dwunastu półtonów daje oktawę, czyli przemnożenie wartości półtonu 12 razy daje liczbę 2. Można powiedzieć, że oktawa jest nazwą jednego z kilku rodzajów interwałów, a półton jest jednostką interwału. Dźwięk jest wyższy od drugiego o jeden półton gdy jego częstotliwość jest większa od częstotliwości drugiego {\displaystyle {\sqrt[{12}]{2}}} razy, wyższy o 2 półtony gdy częstotliwość jest większa {\displaystyle ({\sqrt[{12}]{2}})^{2}} razy, o 3 półtony gdy częstotliwość jest większa {\displaystyle ({\sqrt[{12}]{2}})^{3}} razy itd. Półton jest najmniejszą odległością między dźwiękami stosowaną w muzyce europejskiej. Cały ton to odległość równa dwóm półtonom, czyli wartość całego tonu to {\displaystyle ({\sqrt[{12}]{2}})^{2}={\sqrt[{6}]{2}}.}
Odległość (interwał) pomiędzy dźwiękami naturalnego szeregu diatonicznego wynosi cały ton dla par c – d, d – e, f – g, g – a i a – h. Odległość pomiędzy parami e – f i h – c wynosi półtonu. Ponadto przyjęto, że częstotliwość dla dźwięku a w oktawie razkreślnej (czyli a1) wynosi 440 Hz. Na tej podstawie można obliczyć częstotliwość dowolnego dźwięku, np. dla c1 częstotliwość jest {\displaystyle ({\sqrt[{12}]{2}})^{9}} raza mniejsza od a1, bo jest on o 9 półtonów niższy, co daje ok. 261,625565 Hz. Ponieważ {\displaystyle {\sqrt[{12}]{2}}} jest liczbą niewymierną, jedynie częstotliwości dźwięków a (oprócz A2) są liczbami całkowitymi.
| Dźwięk | częstotliwość cykli na sekundę |
| ------ | ------------------------------ |
| c1     | 261,6                          |
| d1     | 293,7                          |
| e1     | 329,6                          |
| f1     | 349,2                          |
| g1     | 391,9                          |
| a1     | 440,0                          |
| h1     | 493,9                          |
| c2     | 523,2                          |

| Nazwa oktawy   | częstotliwość dźwięku C oktawy w Hz | oznaczenia dźwięków                    |
| -------------- | ----------------------------------- | -------------------------------------- |
| subkontra      | 16,351598                           | C2 D2 E2 F2 G2 A2 H2 lub C D E F G A H |
| kontra         | 32,703196                           | C1 D1 E1 F1 G1 A1 H1 lub C D E F G A H |
| wielka         | 65,406391                           | C D E F G A H                          |
| mała           | 130,812783                          | c d e f g a h                          |
| razkreślna     | 261,625565                          | c1 d1 e1 f1 g1 a1 h1                   |
| dwukreślna     | 523,251132                          | c2 d2 e2 f2 g2 a2 h2                   |
| trzykreślna    | 1046,502261                         | c3 d3 e3 f3 g3 a3 h3                   |
| czterokreślna  | 2093,004249                         | c4 d4 e4 f4 g4 a4 h4                   |
| pięciokreślna  | 4186,009042                         | c5 d5 e5 f5 g5 a5 h5                   |
| sześciokreślna | 8372,018085                         | c6 d6 e6 f6 g6 a6 h6                   |

Dźwięki uzyskane poprzez podwyższenie (zob. krzyżyk) lub obniżenie (zob. bemol) dźwięków z naturalnego szeregu noszą nazwę dźwięków alterowanych.
Naturalna skala diatoniczna w połączeniu z dźwiękami chromatycznymi tworzy skalę chromatyczną.
| Dźwięki główne (solmizacyjnie) | Dźwięki główne (literowo) | Dźwięki podwyższone o pół tonu | Dźwięki obniżone o pół tonu |
| ------------------------------ | ------------------------- | ------------------------------ | --------------------------- |
| do                             | c                         | cis                            | ces                         |
| re                             | d                         | dis                            | des                         |
| mi                             | e                         | eis                            | es                          |
| fa                             | f                         | fis                            | fes                         |
| sol                            | g                         | gis                            | ges                         |
| la                             | a                         | ais                            | as                          |
| si                             | h                         | his                            | b                           |

Należy zauważyć, że w zależności od wyjściowego dźwięku ten sam dźwięk może mieć różne nazwy (i różny zapis muzyczny):
cis = des

dis = es

eis = f

fes = e

fis = ges

gis = as

ais = b

his = c

ces = h.
Zastosowanie podwójnych znaków chromatycznych sprawia, że jeden dźwięk może być wynikiem chromatyzacji 3 różnych dźwięków, np. cis = des = hisis (wyjątek gis = as). Właściwość ta nazywana jest enharmonią. Należy pamiętać, że enharmoniczna identyczność dźwięków funkcjonuje tylko w systemie równomiernie temperowanym (a więc na instrumentach o ustalonym stroju jak fortepian, czy organy). Na przykład w systemie pitagorejskim różnica pomiędzy dźwiękami enharmonicznie równoznacznymi wynosi 41 centów (1 półton = 100 centów).
Dwunastostopniowy szereg półtonowy jest typowy dla muzyki europejskiej i powstał na drodze ewolucji. Inne kultury wykształciły inne systemy dźwiękowe. Na przykład tradycyjna muzyka perska dzieliła oktawę na 24 części. Arabska na 17. Muzyka hinduska zaś na 22 interwały zwane shruti (czytaj ‘śruti’). Ich rozmiary nie były jednakowe, co wprowadzało ogromną liczbę możliwych kombinacji przy budowaniu skal.